# Socialistisk Arbejderparti (1918-19)
 For alternative betydninger, se Socialistisk Arbejderparti (flertydig). (Se også artikler, som begynder med Socialistisk Arbejderparti)
Det Socialistiske Arbejderparti eller Socialistisk Arbejderparti blev dannet i 1918 i protest mod Socialdemokratiets kongres i februar 1918 havde godkendt regeringssamarbejdet med et knebent flertal. Partiet blev under en konference med Socialdemokratisk Ungdomsforbund og Det Uafhængige Socialdemokrati den 9. november 1919 lagt sammen og blev til Danmarks Venstresocialistiske Parti, senere Danmarks Kommunistiske Parti. Blandt partiets ledende kræfter var Marie Nielsen, Gerson Trier, Thøger Thøgersen og Martin Andersen Nexø.
SAP udgav bladet Klassekampen.